# Achém

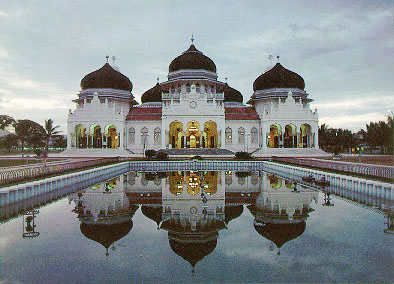
A grande mesquita de Banda Achém

Achém (em indonésio:  Aceh) é um território especial da Indonésia, localizado na ponta setentrional da ilha de Sumatra. De 2001 a 2009, seu nome oficial em indonésio foi Nanggröe Aceh Darussalam.  A partir de 2009, sua denominação oficial passou a ser apenas Achém. Sua capital é Banda Achém. Fica perto das ilhas Andaman e Nicobar da Índia e separada delas pelo mar de Andaman. Sua população tem a maior porcentagem de muçulmanos na Indonésia, que vivem principalmente de acordo com os costumes e leis da Xaria.
Existem 10 etnias indígenas nessa região, sendo a maior a população de Achém, representando aproximadamente 80% a 90% da população da região. Acredita-se que Achém tenha sido o lugar onde a disseminação do Islã na Indonésia começou, e foi um fator chave para a disseminação do Islã no Sudeste Asiático. O Islã chegou a Achém (Reino do Fansur e Lamuri) por volta de 1250. No início do século XVII, o Sultanato de Achém era o estado mais rico, poderoso e cultivado da região do Estreito de Malaca. Achém tem uma história de independência política e resistência ao controle de forasteiros, incluindo os antigos colonos holandeses e o governo indonésio.
Achém tem recursos naturais substanciais de petróleo e gás natural, com algumas estimativas de que as reservas de gás de Achém são uma das maiores do mundo. Em relação à maior parte da Indonésia, é uma área religiosamente conservadora. Achém foi o ponto de terra mais próximo do epicentro do terremoto e tsunami do Oceano Índico em 2004, que devastou grande parte da costa oeste da província. Aproximadamente 170 000 indonésios foram mortos ou desapareceram no desastre. O desastre ajudou a precipitar o acordo de paz entre o governo da Indonésia e o Movimento Achém Livre (GAM).
Achém foi conhecido pela primeira vez como Achém Darussalã (1511-1959) e depois como Daerah Istimewa Aceh (1959-2001), Nanggroë Aceh Darussalam (2001-2009) e Aceh (2009-presente). As grafias anteriores de Aceh incluem Acheh, Atjeh e Achin.

## Etimologia e uso
Segundo Antônio Houaiss, a provável origem do etnônimo "achém" na língua portuguesa é o malaio daching, conexo com o chinês tá-tching, em que tching significa "pesar, medir o peso". Registra as formas "dachém" em 1532 e "achém" em 1610, em português. Registra também a possibilidade de o étimo ser um topônimo em Sumatra: "Achin" ou "Atchin", ou ainda "Achém". J.P. Machado também registra o etnônimo "achém" e o topônimo "Achém", que seriam provenientes do malaio Acheh ou Atjeh.

## Divisão Geográfica
A província de Achém encontra-se dividida em 18 regências (kabupaten) e 5 cidades (kota).
| No. | Regência (Sede)                     |
| --- | ----------------------------------- |
| 1.  | Achém Ocidental (Meulaboh)          |
| 2.  | Achém do Sudoeste (Blangpidie)      |
| 3.  | Achém Besar (Jantho)                |
| 4.  | Achém Jaia (Calang)                 |
| 5.  | Achém do Sul (Tapaktuan)            |
| 6.  | Achém Sinquil (Sinquil)             |
| 7.  | Achém Tamiangue (Karang Baru)       |
| 8.  | Achém Central (Takengon)            |
| 9.  | Achém do Sudeste (Kutacane)         |
| 10. | Achém Oriental (Idi Rayeuk)         |
| 11. | Achém Setentrional (Lhoksukon)      |
| 12. | Bener Meriá (Simpang Tiga Redelong) |
| 13. | Bireuém (Bireuen)                   |
| 14. | Gaio Lues (Blangkejeren)            |
| 15. | Nagã Raia (Suka Makmue)             |
| 16. | Pidie (Sigli)                       |
| 17. | Pidie Jaia (Meureudu)               |
| 18. | Simeulue (Sinabang)                 |
|     | Cidade                              |
| 19. | Banda Achém                         |
| 20. | Langsa                              |
| 21. | Lhokseumawe                         |
| 22. | Sabang                              |
| 23. | Subulussalam                        |